# Paul Petras

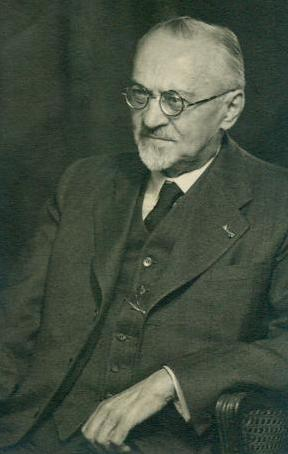
Paul Petras

Paul Petras (* 10. Oktober 1860 in Grünberg, Schlesien; † 25. Januar 1941 in Köln) war ein schlesischer Heimatdichter.

## Werdegang
Petras wurde als Sohn des Volksschullehrers Eduard Petras und seiner Ehefrau Christiane, geb. Lupke, Tochter eines Bauern in Sawade bei Grünberg, geboren. Er wurde 1871 in die Sexta der Grünberger Friedrich-Wilhelm-Schule aufgenommen und verließ die städtische Oberschule 1881 mit dem Zeugnis der Reife.
Es folgten Studienaufenthalte in Freiburg i. Br. und Breslau mit dem Studium der Fächer Germanistik, Neuere Sprachen und Philosophie. Er beendete sein Studium in Breslau und wurde aufgrund seiner Dissertation über die mittelenglische Fassung der Sage von den Sieben Weisen Meistern 1885 zum Doktor der Philosophie promoviert. Gleichzeitig unterzog er sich der Prüfung pro facultate docendi und unterrichtete ein Jahr lang – von 1887 bis 1888 – an der Grünberger Oberschule in der englischen und französischen Sprache.
1888 brachte ihm – wie er in einer Vita schrieb – einen Wendepunkt in seinem Leben: „Ich wurde Journalist aus Neigung zu schriftstellerischer Arbeit.“ Er absolvierte eine Lehrstelle im Verlag der Breslauer Zeitung, wo er seine Sprachkenntnisse und seine Kenntnisse in Stenografie verwerten konnte. Es folgte bald eine Anstellung als dritter Chefredakteur beim Geselligen in Graudenz, dort schrieb er sogenannte „Lokalplaudereien“, las Korrekturen, Revisionen und besorgte Versammlungsberichte. Nach diesen ersten journalistischen Schritten übernahm Petras 1889 als Chefredakteur den Lokalteil des Breslauer General-Anzeigers.
1891 arbeitete Petras als Journalist zunächst in Meerane in Sachsen, wechselte aber noch in diesem Jahr nach Bromberg (damals Provinz Posen), wo er bis 1900 den liberalen Ostdeutschen Lokal-Anzeiger / Bromberger Unparteiischen herausgab. Von 1900 bis 1912 publizierte Petras mit einem eigenen Verlag in Konitz/Westpreußen die Ostdeutsche Tageszeitung.
1912 berief in der Verleger des Hamburger Fremdenblatts, Albert Broschek, der seinerzeit beim Graudenzer Geselligen bereits Petras kennen und schätzen gelernt hatte, nach Hamburg. Dort arbeitete Petras in erster Linie als Übersetzer u. a. der Kupfertiefdruck-Beilage, die regelmäßig in vier Sprachen über die prominenten Gäste der Hansestadt berichtete. Er leitete außerdem die während des Ersten Weltkrieges wöchentlich erschienene Bilderzeitung Welt im Bild des Fremdenblatts, die in zwölf Sprachen erschien, kontrollierte die fremdsprachlichen Bildunterschriften und verhandelte „mit den Übersetzern fremder Sprachen“. Nach dem Krieg erschien Welt im Bild als tägliche Beilage in deutscher Sprache. Petras wurde weiterhin als Übersetzer des Verlages und der Expedition sowie als Bibliothekar und Archivar beschäftigt. 1929 ging Petras in den Ruhestand.
In seiner schlesischen Heimat wurde Petras als Mundartdichter bzw. Heimatdichter geschätzt. Er veröffentlichte u. a. im Grünberger Wochenblatt Geschichten in schlesischer Mundart, die auch als Buch in Grünberg erschienen sind. Er schrieb außerdem Aufsätze für den Grünberger Heimatkalender. Zu seiner schriftstellerischen Verbindung mit der Heimat schrieb Petras: „Als Dichter habe ich ebenfalls manche Beiträge für die Heimatpresse geliefert. Die Grünberger ehrten mich dafür, dass ich für ihre 'Weinfeste' Lieder lieferte, indem sie mich zu ihrem 'Heimatdichter' machten.“
1935 erneuerte ihm die Universität Breslau mit dem „Goldenen Doktorjubiläum“ das Doktordiplom und würdigte in dem Glückwunschbrief seine Tätigkeit auf dem Gebiet der Volkskunde.

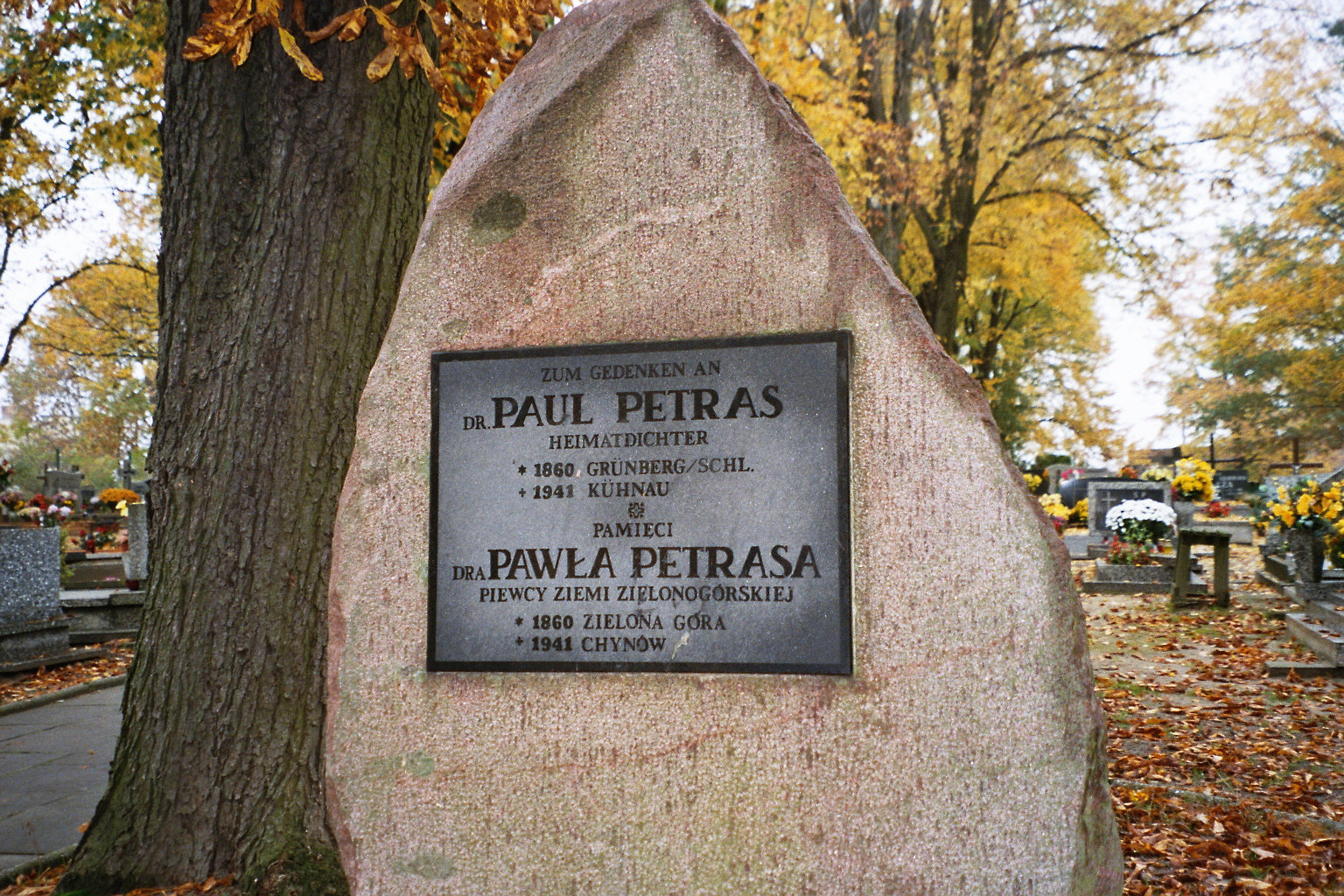
Das Ehrengrab von Paul Petras auf dem Friedhof von Kühnau / Grünberg

1941 verstarb Petras in Köln und wurde wunschgemäß in seiner Heimatstadt Grünberg auf dem evangelischen Friedhof in Kühnau begraben. Dort ehrt ihn seine Heimatstadt mit einem Ehrengrab.

## Werke und Publikationen
- Über die mittelenglischen Fassungen der Sage von den sieben weisen Meistern - I. Teil: Überlieferung und Quelle. - Inaugural-Dissertation, welche nebst beigefügten Thesen zur Erlangung der philosophischen Doktorwürde mit Genehmigung der hohen philosophischen Fakultät der Universität Breslau Sonnabend, den 12. Septbr. 1885, Vorm. 11 Uhr im Musiksaale öffentlich verteidigen wird Paul Petras aus Grünberg in Schlesien. Opponenten: Paul Lienig, cand. phil., Georg Reich, cand. phil., Paul Bläschke, cand. phil. - Grünberg i. Schl. - Friedr. Weiß Nachf. (Hugo Söderstrom)
- Chronik der Stadt Konitz - Dargestellt von Dr. P. Petras - Konitz 1910 - Buchschmuck von Hans Petras - Verlegt und gedruckt bei Dr. P. Petras

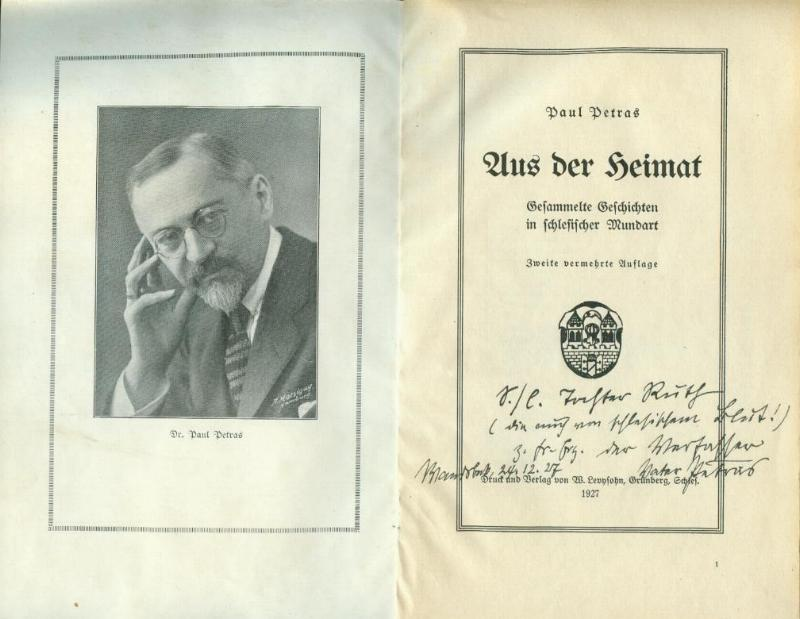
Paul Petras - Aus der Heimat - Gesammelte Geschichten in schlesischer Mundart

- Kleines Studenten-Liederbuch - Konitz Westpr. - Liedersammlung - Druck Dr. P. Petras - o. J.
- Auf Grünbergs Rebenhügeln - Grünberger Weinlieder - Schlesische und hochdeutsche Gedichte von Paul Petras - Verlag von W. Levysohn, Grünberg in Schlesien - 1926

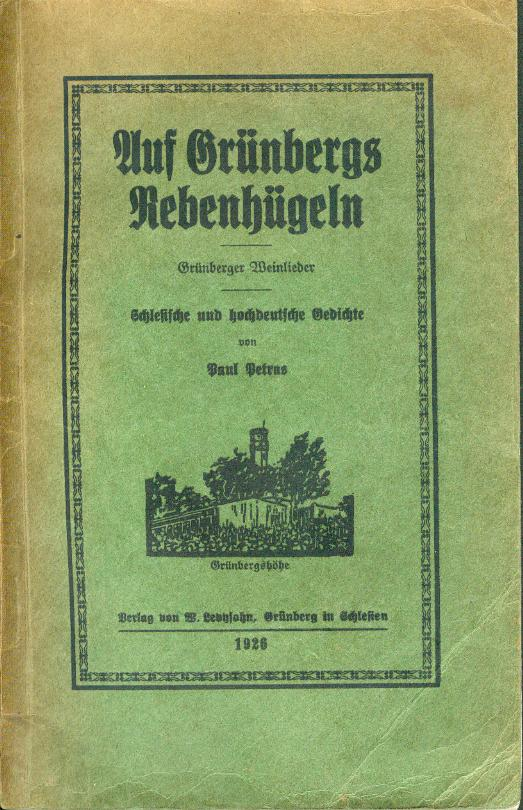
Auf Grünbergs Rebenhügeln - Grünberger Weinlieder - Schlesische und hochdeutsche Gedichte von Paul Petras

- Paul Petras - Aus der Heimat - Gesammelte Geschichten in schlesischer Mundart - Zweite vermehrte Auflage - Druck und Verlag von W. Levysohn, Grünberg, Schles. - 1927